# Старая Калитва
Ста́рая Калитва́ — село Россошанского района Воронежской области.
Административный центр Старокалитвенского сельского поселения.
В Старой Калитве 634 двора и 1472 жителя.

## География
Село расположено в восточной части района в 35 км от Россоши па правом высоком берегу Дона.

### Улицы
| - ул. Базарная, - ул. Берёзовая, - ул. Дальняя, - ул. Заречная, - ул. Колхозная - ул. Зелёная - ул. Красная, - ул. Липовая, - ул. Луговая, - ул. Молодёжная, | - ул. Московская, - ул. Подгорная, - ул. Садовая, - ул. Советская, - ул. Солнечная, - ул. Степная, - ул. Центральная, - ул. Школьная, - ул. Юбилейная, - ул. Яровая, | - пер. Базарный, - пер. Берёзовый, - пер. Луговой, - пер. Садовый 1-й, - пер. Садовый 2-й, - пер. Центральный, - пер. Школьный, - пер. Юбилейный. |

## История
Село возникло после издания в 1702 году указа Петра I о заселении украинскими казаками дач «близ р. Чёрной Калитвы над рекою Доном, в урочище, в тупиках, у Подгорного озера в защиту от неприятельских набегов».
На основании этого указа полковник Острогожского слободского полка И. И. Тевяшов 13 апреля 1726 года с общего согласия старшин составил приговор, по которому велено сотнику Ендовищенской сотни Василию Сиверскому с обывателями переселиться на место близ р. Чёрной Калитвы. Первые сорок лет Калитва (так первоначально называлась Старая Калитва) оставалась полковою слободою. В 1765 году Острогожский полк по царскому указу был преобразован в регулярный Острогожский гусарский полк, после чего бывших казаков стали именовать войсковыми обывателями. На территории бывшего острогожского полка была создана провинция, делившаяся на 6 комиссарств.
С образованием в 1779 году Воронежского наместничества Калитва стала уездным городом и центром Калитвянского уезда, в который вошло 67 слобод, сел и хуторов. В 1797 году уезд был упразднён, а город Калитва снова отнесён к Острогожскому уезду с правом именоваться «бывшим городом». В мае 1865 года вышло высочайшее повеление «заштатный город Калитву упразднить, числящихся в этом городе мещан обратить в государственных крестьян и всю отмежованную землю передать по принадлежности в пользование местного общества крестьян». Двадцать лет спустя в 1885 году в Старой Калитве было 410 дворов и 4990 жителей. В последующие годы село продолжало интенсивно развиваться. Первая школа была открыта в 1844 году.

### XX век
По данным 1905 года село имело 933 двора и 6272 жителя, две школы с 268 учениками. В 1916 году жителей в селе заметно прибавилось — 7103 человека. Открыто почтовое отделение. В волости развит суконный промысел. В селе — несколько шерстобоек с годовым производством около 100 пудов кожовчин в год, крупорушки, маслобойки, много ветряных и водяных мельниц. В многолюдном зажиточном селе собиралось в год 4 ярмарки.
В ноябре 1920 года в Старой Калитве началось восстание крестьян, которое возглавил бывший командир 3-го батальона 357-го стрелкового полка 40-й Богучарской дивизии Иван Колесников. Этим вооруженным выступлением крестьяне выразили народный протест против продразвёрстки. Восставшие против коммунистической диктатуры крестьяне объединились в 1-й Старокалитвенский полк (командир Григорий Колесников, затем Яков Лозовников) Воронежской повстанческой дивизии. С конца 1920 года до середины 1921 года Старая Калитва несколько раз освобождалась повстанцами от советской власти, крестьянами были убиты десятки продотрядовцев и чекистов. Переход к новой экономической политике погасил пожар народного возмущения. Рядовые участники восстания преследовались Советской властью.
В 1926 году Старая Калитва состояла из 897 дворов, в которых проживало 3885 человек.

## Инфраструктура
В настоящее время в селе расположена усадьба СТОО «Победа», ведущего хозяйство на 9339 га сельхозугодий, из которых под пашней находится 6617 га. В 1989 году средняя урожайность зерновых в колхозе составила 33,6 центнера с гектара. За этот же год хозяйство получило 4,002 миллиона рублей валового дохода и 2,143 миллиона рублей чистой прибыли.
Село располагает клубом со зрительным залом на 400 мест. В средней школе в 1988/89 учебном году обучалось 158 учеников. Село имеет библиотеку с книжным фондом в 11843 тома, промтоварный и продовольственный магазины, благоустроенный детский сад. На ноле, примыкающем к селу, расположен памятник древности — курганная группа «Калитвянская-2», охраняемый государством.
В 2012 году было закончено строительство молочного комплекса на 2200 коров и запущено в работу.

## Население
| 1859 | 1897  | 2010  |
| ---- | ----- | ----- |
| 6469 | ↘5355 | ↘1439 |